# Стамбульський ностальгічний трамвай
Стамбульський ностальгічний трамвай — дві лінії історичного трамваю у Стамбулі, Туреччина. 
У місті діє дві повністю окремі лінії історичного трамваю, одна на фракійській стороні (лінія T2, або Таксим-Тюнель), інша на анатолійській стороні (лінія T3, або Кадикьой-Мода).
Стамбул історично мав велику трамвайну мережу як з анатолійської, так і фракійської сторони. 
Перша конка була відкрита в 1871 році. Найбільшого розвитку стамбульський трамвай набув в 1956 році, коли було перевезено 108 мільйонів пасажирів у 270 вагонах на 56 лініях. 
Але з 1956 року трамвайне сполучення в Стамбулі почало скорочуватись і повністю припинилося в 1966 році.

### Лінія T2 (Таксім - Тюнель)

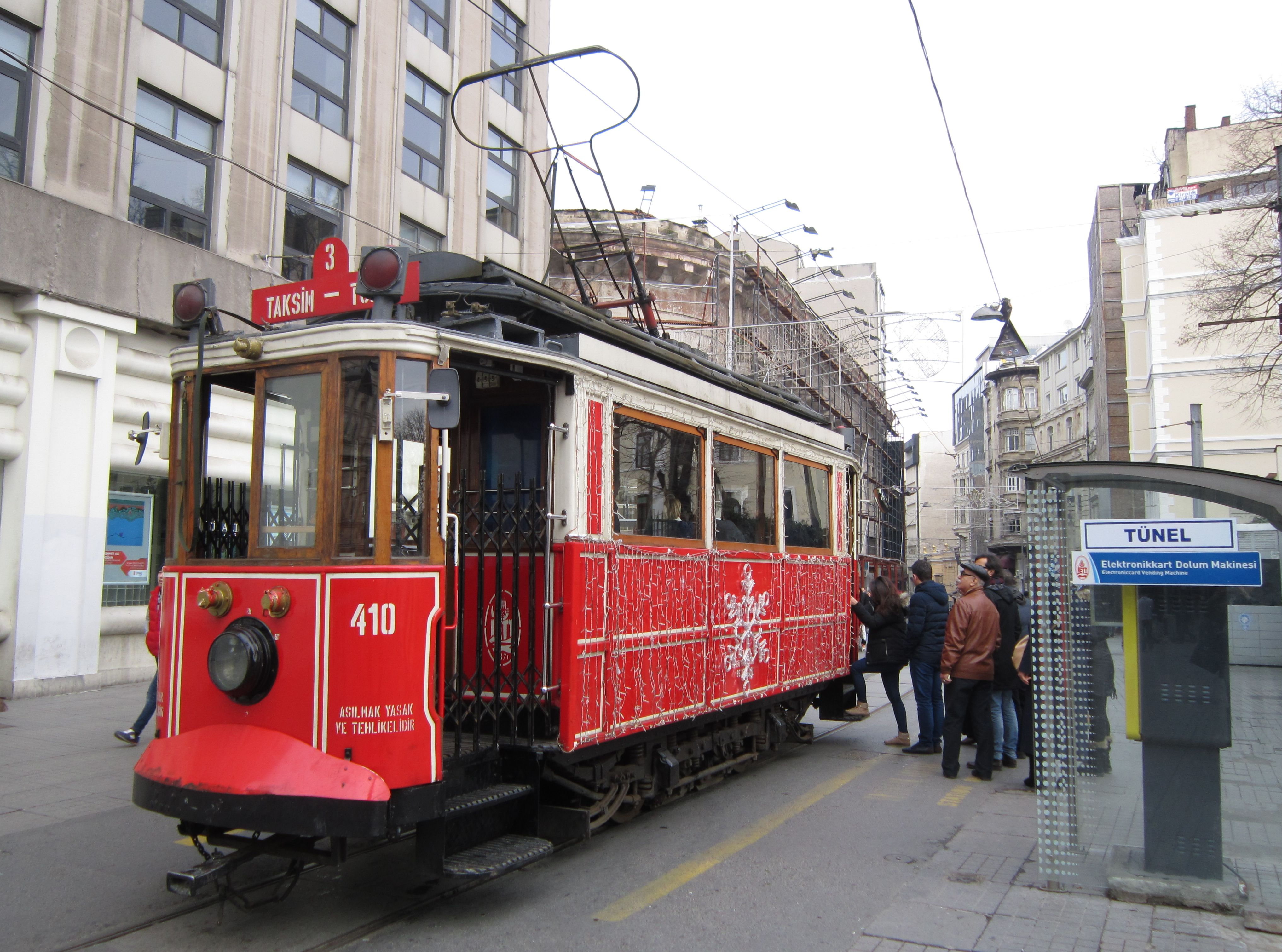
Кінцева зупинка Тюнель

## Опис

### Лінія T2 (Таксім - Тюнель)[1]
- Загальна довжина – 1,6 км;
- Відкриття – 29 грудня 1990;
- Графік роботи – з 7:00 до 20:00;
- Інтервал – 10-20 хвилин;
- Вартість проїзду – 1,75 TL;

### Лінія T3 (Кадикьой - Мода)[2]
- Загальна довжина – 2,6 км;
- Відкрито – 1 листопада 2003;
- Години роботи – з 7:00 до 21:00;
- Інтервал – 10 хвилин (година пік);
- Час в дорозі, наскрізь – 20 хвилин;
- Вартість проїзду – 1,75 TL;